# Garth Turner
Pour les articles homonymes, voir Turner.
Garth Turner, né le 14 mars 1949 à Woodstock, Ontario,  est un journaliste et homme politique canadien.
Lors de l'élection fédérale canadienne de 2006, il est élu député conservateur dans la circonscription de Halton. Après avoir été expulsé du caucus conservateur, il a siégé un temps comme indépendant avant de se joindre au Parti libéral du Canada.

## Biographie
Garth Turner est né à Woodstock (Ontario) et fait ses études à l'Université de Toronto et l'Université de Western Ontario. Il devient éditeur de la section affaires du Toronto Sun et l'auteur de plusieurs livres offrant des conseils aux investisseurs, avant de se lancer en politique.
Garth Turner est élu député progressiste-conservateur lors de l'élection fédérale de 1988. Il se porte candidat au congrès d'investiture progressiste-conservateur en 1993, terminant quatrième sur le premier tour de vote avec 76 voix. Il est nommé ministre du Revenu national au sein du cabinet éphémère de Kim Campbell.
Garth Turner perd son siège dans l'élection de 1993 lorsque le Parti progressiste-conservateur tombe d'une majorité à la Chambre des communes à seulement deux sièges. Après sa défaite électorale, Turner devient éditeur d'affaires pour Baton Broadcasting et écrit une série de bestsellers sur le marché immobilier et les finances personnelles[réf. nécessaire].
Garth Turner est également le fondateur et PDG du Credit River Company, une compagnie d'écotourisme basée à Caledon qui est connue pour la restauration d'édifices patrimoniaux dans la région. Il a également été directeur national du Sierra Legal Defence Fund, basé à Vancouver, une organisation dédiée à l'application des lois environnementales ; il démissionne après son retour à la Chambre des communes.
Lors de l'élection générale en 2006, Garth Turner revient en politique avec son élection à titre de député conservateur dans Halton. Il est vu comme un des rares Red Tories nouvellement élus en Ontario pour le Parti conservateur.
Turner a été un des députés conservateurs les plus vocalement opposés à la défection de David Emerson vers le cabinet de Stephen Harper[source insuffisante].
Le 18 octobre 2006, il est expulsé du caucus conservateur et siégera dorénavant comme indépendant. Il attribue son éviction à son opposition à plusieurs politiques conservatrices, notamment les positions sur le protocole de Kyoto et le mariage homosexuel; le caucus conservateur évoque plutôt une brèche dans la règle de confidentialité des discussions internes du caucus. Selon le parti, Turner avait l'habitude de rapporter les discussions des réunions du caucus sur son blog.
Le 6 février, Garth Turner annonce qu'il se joint au Parti libéral du Canada.